# 津巴布韋非洲人民聯盟
津巴布韋非洲人民聯盟（非人盟）是津巴布韦政党，是一个主张罗德西亚多数人统治的武装共产主义组织，1961年建立。该组织曾与苏联关系密切。附属武装组织为津巴布韦人民革命军（津人革）。非人盟1981年与辛巴威非洲民族聯盟—愛國陣線合并。